# Danslokal
Danslokal är en lokal (inomhus) som används enbart eller till stor del för dans. Vanligtvis är det sällskapsdans det är frågan om, men det kan också vara annan typ av dans. Typiska danslokaler är Folkets Hus och Folkets Park, studieförbundens danslokaler, logar, bystugor samt lokaler som hyrs av dansklubbar i syfte att bedriva dans. Speciella danslokaler finns också på många skolor.